# Бой при Бингене
Бой при Бингене (нем. Bingen) — один из боёв на Рейнском ТВД в эпоху Революционных войн между французскими и прусскими войсками, произошедший 27-28 марта 1793 года.

## Перед боем
Французская Рейнская армия генерала Кюстина, отброшенная пруссаками в начале 1793 года за Майнц, все еще сохраняла свои позиции на левом берегу Рейна.
План кампании, принятый королем Пруссии Фридрихом-Вильгельмом, бывшим при армии, состоял в том, чтобы отбросить французскую армию в Эльзас и подготовить блокаду Майнца и Касселя. С этой целью на правом берегу был оставлен генерал-лейтенант Шёнфельд с его корпусом, усиленным пятью эскадронами и пятью батальонами гессенцев. Остальная армия должна была перейти Рейн в Бахарахе, соединиться с австрийцами Вурмзера, отогнать Кюстина до Ландау и образовать армию наблюдения за Квейх, оставив блокадный корпус под Майнцем под командованием генерала Калькройта.
25 марта пруссаки заняли оба берега Рейна и сообщались через мосты, построенные в Бахарахе, между Бингеном и Кобленцем. Несколько дней обе стороны потратили на подготовку к наступлению и обороне.
Левый фланг армии Кюстина простирался вверх по Наэ; его центр, разделенный на различные корпуса, занимал высоты перед Крейцнахом, а правый фланг, пять батальонов, бывший под командой генерала Нойвингера, занимал впереди Бингена высоту у Вальдальгесхайма. На этой позиции, где позади линии армии протекала река Наэ, она могла потерпеть катастрофу, если на нее обрушились бы превосходящие силы противника.

## Ход боя
Прусский король Фридрих-Вильгельм, оценивая всю значимость высоты у Вальдальгесхайма, приказал 27 марта начать атаку. Французский батальон, занимавший высоту, атакованный одновременно справа и слева двумя прусскими колоннами, был подавлен прусским авангардом. Колонна герцога Гогенлоэ обошла правый фланг войск генерала Нойвингера, в то время как герцог Вюртемберг охватил его левый фланг и была занята деревня Вальдальгесхайм. Овладев этой позицией, пруссаки разместили на высоте артиллерийские батареи и их огнём разгромили весь правый фланг французов, бежавших в Бинген. Части солдат Нойвингера удалось пробиться через окружение, а сам он вместе с сотней солдат был взят в плен.
Хотя французский левый фланг генерала Ушара не был атакован, а центр подвергся несильному давлению противника, Кюстин не перебросил часть войск на подкрепление Нойвингеру, мотивируя это тем, что последний отказался от помощи, которую он предложил.
За ночь прусская артиллерия закрепилась у Вейлера и на другом берегу Рейна, у Рюдесхайма, и 28 марта, ровно в три часа ночи, открыла огонь по отошедшему в Бинген правому флангу французов. Солдаты, накануне лишившиеся своего командира, в ужасе бежали в направлении Майнца. В пять часов войска Гогенлоэ вошли в Бинген, не встретив сопротивления.

## Результаты
После потери Бингена Кюстин приказал начать отступление. Центр и левый фланг переправились через Наэ и отошли к Альцаю. Кюстин хотел вначале остановиться в Альцае на несколько дней, чтобы прикрыть отход артиллерии, не нужной для защиты Майнца, но подход войск герцога Брауншвейга и страх видеть, как Вурмзер переходит Рейн между Мангеймом и Шпейером, побудили его незамедлительно отступать на юг, отдав приказ сжечь магазины, которые были запасены во Франкентале, Шпейере и Вормсе. К 1 апреля Рейнская армия, хотя и преследуемая пруссаками, прикрываясь кавалерией, отошла к Ландау, оставив гарнизон в Майнце, осажденный противником, на произвол судьбы.